# Sezona Velikih nagrad 1907
Sezona Velikih nagrad 1907 je bila druga sezona Velikih nagrad, dirke niso bile povezane v prvenstvo. 

## Velike nagrade

### Grandes Épreuves
| Velika nagrada          | Dirkališče | Datum    | Zmag. dirkač   | Zmag. moštvo | Poročilo |
| ----------------------- | ---------- | -------- | -------------- | ------------ | -------- |
| Velika nagrada Francije | Dieppe     | 2. junij | Felice Nazzaro | FIAT         | Poročilo |

### Ostale Velike nagrade
| Velika nagrada       | Dirkališče | Datum         | Zmag. dirkač      | Zmag. moštvo     | Poročilo |
| -------------------- | ---------- | ------------- | ----------------- | ---------------- | -------- |
| Targa Florio         | Madonie    | 22. april     | Felice Nazzaro    | Fiat             | Poročilo |
| Kaiser Preis         | Taunus     | 13- 14. junij | Felice Nazzaro    | Fiat             | Poročilo |
| Dirka po Ardenih     | Bastogne   | 27. julij     | Pierre de Caters  | Mercedes         | Poročilo |
| Coppa Florio         | Madonie    | 1. september  | Ferdinando Minoia | Isotta-Fraschini | Poročilo |
| Coppa della Velocita | Brescia    | 2. september  | Alessandro Cagno  | Itala            | Poročilo |